# Petra Huybrechtse
Petronella Margaretha (Petra) Huybrechtse (Amsterdam, 26 september 1972) is een voormalige Nederlandse atlete, die was gespecialiseerd in de sprint en het hordelopen. Ze werd Nederlands indoorkampioene in beide disciplines en nam ook deel aan de Olympische Spelen.

## Loopbaan
In 1991 behaalde Huybrechtse op de Europese kampioenschappen voor junioren in Thessaloniki een zilveren medaille op de 100 m horden. Met een persoonlijk record van 13,44 s eindigde ze achter de Britse Keri Maddox (goud; 13,39) en voor de Britse Sam Baker (brons; 13,61). Een jaar later won ze bij de Nederlandse indoorkampioenschappen de onderdelen 60 m sprint en de 60 m horden.
Op de Olympische Spelen van 1992 in Barcelona vertegenwoordigde Petra Huybrechtse als slotloopster met haar teamgenotes Karin van der Kooij, Jacqueline Poelman en Karin de Lange Nederland op de 4 x 100 m estafette. Het Nederlandse team werd uitgeschakeld in de voorrondes met een tijd van 43,91.
Huybrechtse was lid van atletiekvereniging AV NEA-Volharding in Purmerend.

## Nederlandse kampioenschappen
Indoor
| Onderdeel   | Jaar |
| ----------- | ---- |
| 60 m        | 1992 |
| 60 m horden | 1992 |

## Persoonlijke records
Outdoor
| Onderdeel    | Prestatie | Datum           | Plaats              |
| ------------ | --------- | --------------- | ------------------- |
| 100 m        | 11,54 s   | 29 juni 1991    | Alphen aan den Rijn |
| 200 m        | 23,61 s   | 14 juni 1992    | Brussel             |
| 100 m horden | 13,44 s   | 9 augustus 1991 | Thessaloniki        |

Indoor
| Onderdeel   | Prestatie | Datum            | Plaats   |
| ----------- | --------- | ---------------- | -------- |
| 50 m        | 6,50      | 4 januari 1992   | Eelde    |
| 60 m        | 7,30 s    | 15 februari 1992 | Den Haag |
| 50 m horden | 7,18 s    | 18 januari 1992  | Zwolle   |
| 60 m horden | 8,33 s    | 16 februari 1992 | Den Haag |

## Palmares

### 60 m
- 1992:  NK indoor - 7,36 s (in serie 7,30 s)

### 100 m
- 1991:  NK - 11,61 s (in serie 11,56 s)

### 60 m horden
- 1992:  NK indoor - 8,33 s

### 100 m horden
- 1991:  NK - 13,42 s
- 1991:  EK U20 - 13,44 s

### 4 x 100 m
- 1992: 6e in serie OS – 43,91 s

## Onderscheidingen
- KNAU jeugdatlete van het jaar (Fanny Blankers-Koen plaquette) - 1991